# Phyllophila nocturna
Phyllophila nocturna är en fjärilsart som beskrevs av Franz Dannehl 1945. Phyllophila nocturna ingår i släktet Phyllophila och familjen nattflyn. Inga underarter finns listade i Catalogue of Life.